# 王珣 (成化進士)
王珣（1440年—1508年），字德潤，號南軒，山東兖州府曹州曹縣人，民籍。明朝政治人物。同進士出身。

## 生平
天順六年（1462年）壬午科山東鄉試第二十四名。成化五年（1469年）乙丑科進士第三甲第二十六名，授河南太康縣知縣，九年調任河南信阳縣，十三年八月以治行擢南京四川道御史，行部蘇松，二十年出为湖州府知府，弘治六年（1493年）三月升河南右參政，九年八月升本司右布政使，十年十二月进左布政使，十一年十月官至都察院右副都御史、巡撫寧夏。浚渠以广屯田，并借以阻敌骑冲突。十五年五月因病致仕。家居六年，正德三年五月卒。

## 著作
有《南轩诗稿》。

## 家族
曾祖父王麒，曾任按察司僉事。祖父王導。父亲王蘭，曾任巡檢。
其子王崇仁，正德三年進士；王崇文，弘治六年癸丑科進士；王崇獻，弘治九年進士；王崇俭，嘉靖二十年（1541年）進士。孫王倓。